# Dormance

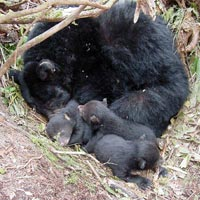
Hibernace medvěda černého s mláďaty

Dormance (z lat. dormans, spící) je souhrnné označení pro přechodné zastavení nebo omezení fyziologických procesů v živých organismech. Hlavní význam je v úspoře energie, která pomáhá organismu nepříznivé období přežít. Dormance může být vyvolána geneticky i vnějšími vlivy, zejména nepříznivým počasím.

## Dormance u živočichů
- Hibernace čili zimování (zimní spánek) je omezení fyziologických procesů a fyzické aktivity v nepříznivém ročním období. Je buď vynucená vnějšími okolnostmi, nebo nastává vnitřním řízením. Živočich se na ni typicky připravuje hromaděním tuku v těle. Hibernace znamená řadu významných změn včetně omezení metabolismu, snížení srdečního tepu a tělesné teploty, aby šetřil energii a přežil období nedostatku potravy.
- Brumace (z latinského brūma “zimní slunovrat; zima”) je analogií hibernace u ektotermních živočichů. Liší se především využitím glykogenu namísto tuku, potřebou občasné hydratace a rychlejším přechodem do plně bdělého stavu.
- Diapauza znamená zastavení vývoje zárodků v nepříznivém období, např. přes zimu nebo v období sucha. Je běžná u hmyzu i savců – v diapauze se pozdrží vývoj zárodku, aby se mládě narodilo např. až na jaře. Jikry anuálních halančíků přečkávají v diapauze období sucha. Diapauza je řízena geneticky[zdroj?].
- Estivace čili letní spánek se podobá hibernaci, jenže nastává v horkém létě, kdy živočicha ohrožuje nedostatek vody (např. hlemýžď, hrabatka drsná).

## Dormance u rostlin
Dormance u rostlin znamená preventivní zastavení růstu v nepříznivém období roku. Je řízena biologickými „hodinami“, přičemž rostlina reaguje na teplotu, zkrácený sluneční svit nebo nízké vodní srážky.
- Vernalizace (jarovizace) je proces, ve kterém působení chladu (u většiny rostlin jde o teploty těsně nad nulou) na plně napučené semeno rostliny anebo rostoucí rostlinu stimuluje kvetení. Vernalizaci lze na dlouhou dobu potlačit např. umělým osvětlením. Pokud se však dormance potlačuje příliš dlouho, rostlina uhyne.
- Dormance semen znamená inhibici (zbrzdění, utlumení, zpomalení) klíčení, i když jsou ke klíčení vhodné podmínky. Zahrnuje jednak vnitřní (genetickou) inhibici klíčení, jednak vnější inhibici neprodyšnou kůrou.
- Letní dormance je stav, kdy se zastaví růst a vývoj, přičemž rostlina chrání důležité části, jako jsou odnožovací uzliny, rhizomy a kořeny tím, že do nich koncentruje veškerou dostupnou vodu na úkor ostatních částí. Je to zřetelné i vizuálně, protože ztratí zelenou barvu. Typickým projevem letní dormance je letní zežloutnutí nakrátko sečeného trávníku.[1]

## Dormance virů
Dormance virů rodu Herpesvirus způsobuje, že mohou zůstat neaktivní v buňkách lidského těla, což se někdy nazývá latence. (Tato latence, např. viru HIV, se  nesmí zaměňovat s klinickou latencí jako skrytou počáteční fází choroby.)